# Châteaubernard
Châteaubernard é uma comuna francesa na região administrativa da Nova Aquitânia, no departamento de Charente. Estende-se por uma área de 13,31 km². Em 2010 a comuna tinha 3 803 habitantes (densidade: 285,7 hab./km²).